# Brad Shields
Pour les articles homonymes, voir Shields.
Pas d'image ? Cliquez ici

a Compétitions nationales et continentales officielles uniquement.

b Matchs officiels uniquement.
Dernière mise à jour le 4 octobre 2023.
Brad Shields, né le 2 avril 1991 à Masterton (Nouvelle-Zélande), est un joueur international anglais d'origine néo-zélandaise de rugby à XV jouant en tant que troisième ligne aile, ainsi qu'en tant que troisième ligne centre.

## Biographie

### Carrière en club
Du fait de la blessure de Joe Launchbury en avril 2021, le troisième ligne devient capitaine des Wasps, avec qui il manque très peu de rencontres depuis la fin du confinement lié à la pandémie de Covid-19.
En octobre 2022, Brad Shields signe en faveur du club de l'USA Perpignan en Top 14 après l'effondrement financier du club des Wasps.
Ayant joué pour Wellington entre 2010 et 2017, il revient pour jouer avec cette province en 2023 afin de disputer le NPC, puis avec les Hurricanes en 2024 en Super Rugby.

### Carrière internationale
Capitaine de l'équipe de Nouvelle-Zélande des moins de 20 ans, il mène les siens à la victoire lors du Championnat du monde junior en 2011.
Il est appelé pour le match des Barbarians contre l'Afrique du Sud en novembre 2016.
Jamais sélectionné avec les All Blacks et alors qu'il se rapproche de la sélection, il part en Angleterre, pays de ses parents pour jouer aux Wasps. Ainsi, il est éligible pour jouer avec l'équipe d'Angleterre.
Shields fait ses débuts avec l'équipe d'Angleterre le 9 juin 2018 lors d'un test-match contre l'Afrique du Sud (défaite 42-39). Il est sélectionné pour le Tournoi des Six Nations 2019, lors duquel il marque deux essais contre l'Italie. Au total, il cumule huit capes internationales, dont la dernière en mars 2019 contre l'Écosse. En raison d'une blessure au pied, il doit renoncer à la Coupe du monde 2019, alors qu'il a participé à la préparation pour la compétition.

## Palmarès

### En club
- Vainqueur du Super Rugby en 2016 avec les Hurricanes.
- Finaliste du Championnat d'Angleterre en 2020 avec les Wasps.
- Vainqueur du National Provincial Championship en 2024 avec Wellington.

### En équipe nationale
- Vainqueur du Championnat du monde junior en 2011 avec l'équipe de Nouvelle-Zélande des moins de 20 ans.